# 핫 프레스
핫 프레스(Hot Press)는 1977년 6월 창간된 아일랜드 더블린의 월간 음악 및 정치 잡지이다. 나일 스토크스가 창간부터 현재까지 편집장으로 활동하고 있다.

## 역사
핫 프레스는 1977년 6월 나일 스토크스가 창간하였으며, 스토크스는 현재까지 편집장을 맡고 있다. 이후 잡지는 아일랜드 및 국제의 음악계에 대한 이야기를 다루어왔다.
핫 프레스의 창간호는 1977년 아일랜드 최초의 야외 록 페스티벌인 머크룸 마운틴 듀 페스티벌에서 헤드라이너를 맡은 아일랜드의 블루스 록 음악가 로리 갤러거를 특집으로 다루어 왔다. 1970년대 후반부터는 U2의 경력에 대해 다루었으며, 시네이드 오코너는 핫프레스에서 처음으로 레즈비언적 관계에 대한 이야기를 나누었다.
2002년부터는 Hotpress.com의 주소로 잡지의 독자들에게 무료로 기사를 제공하는 웹사이트를 공개했다.
2020년 아일랜드의 코로나19 범유행에 대한 봉쇄에 대응해 켈라비드마이, 도플러, 테비 렉스 등의 음악가를 초대해 록다운 세션이라는 이름의 온라인 음악 세션을 개최했다.

## 작가
데일리 텔레그래프의 칼럼니스트인 닐 맥코믹과 빌 그레이엄은 핫 프레스에서 음악과 관련한 글을 작성하였으며, 아일랜드의 9대 대통령인 마이클 D. 히긴스는 1983년부터 수차례 핫 프레스에 정치 칼럼을 기고했었다. 현재의 작가로는 피터 머피, 재키 헤이든, 팻 카티 등이 있다.